# إيفان الكبير
إيفان الكبير (بالإنجليزية: Evan Almighty)‏ هو فيلم كوميدي ديني أمريكي من إنتاج عام 2007 تبع فيلم بروس الخارق (2003). الفيلم من إخراج توم سادياك، ومن بطولة ستيف كارل، ومورغان فريمان.

## القصة
يحكي الفيلم قصة عضو الكونغرس الجديد إيفان باكستر الذي انتقل للعيش في بيت جديد وصلى في أول يوم للرب ليساعده في تغيير العالم. بنتيجة ذلك ظهر له الرب وأمره ببناء سفينة مشابهة لسفينة نوح وأن يحضر نفسه للطوفان. وتبدأ الحيوانات بتتبع إيفان على شكل أزواج وتساعده فيما بعد في بناء السفينة وذلك بانتظار اليوم الموعود لحدوث الطوفان.

## وصلات خارجية
- الموقع الرسمي للفيلم
- إيفان الكبير على موقع IMDb (الإنجليزية)
- إيفان الكبير على موقع ميتاكريتيك (الإنجليزية)
- إيفان الكبير على موقع روتن توميتوز (الإنجليزية)
- إيفان الكبير على موقع نتفليكس (الإنجليزية)
- إيفان الكبير على موقع قاعدة بيانات الأفلام العربية
- إيفان الكبير على موقع ألو سيني (الفرنسية)
- إيفان الكبير على موقع Turner Classic Movies (الإنجليزية)
- إيفان الكبير على موقع أول موفي (الإنجليزية)
- إيفان الكبير على موقع بوكس أوفيس موجو (الإنجليزية)
- إيفان الكبير على موقع فيلمافينيتي (الإسبانية)